# Theophil Richter (Musiker)

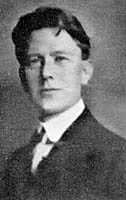
Theophil Richter (um 1900)

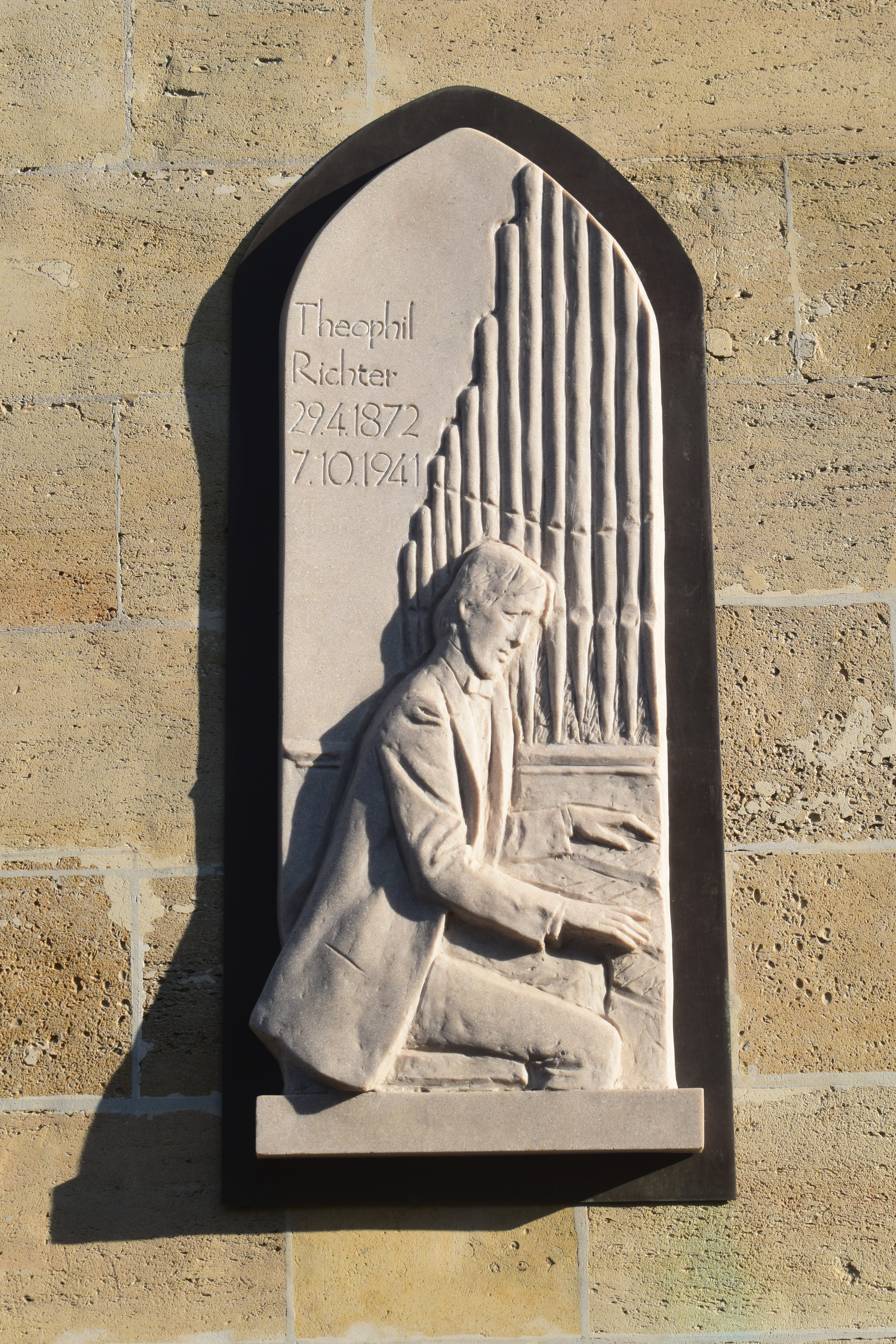
Denkmal für Theophil Richter an der St.-Pauls-Kirche in Odessa

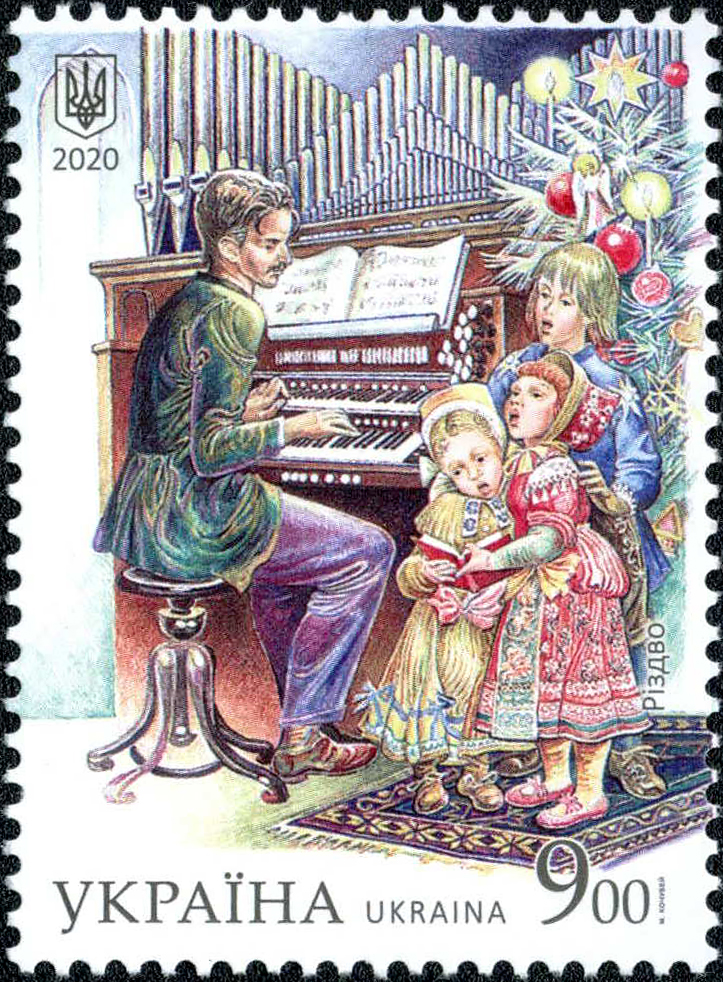
Weihnachtsbriefmarke 2020

Theophil Danilowitsch Richter (russisch Теофил Данилович Рихтер); (* 17.jul. / 29. April 1872greg. in Schitomir; † 6. Oktober 1941 in Odessa) war ein wolhyniendeutscher Musiker, Pädagoge und Komponist.

## Leben
Theophil Richters Eltern waren Deutsche, die nach 1861 von Zar Alexander II. in der heutigen Ukraine angesiedelt wurden. Er studierte von 1893 bis 1900 am Wiener Konservatorium Klavier und Komposition. Richter studierte in Wien auch bei Robert Fuchs, dort war er mit dem Komponisten Franz Schreker befreundet. Er heiratete die Russin Anna Moskaljowa aus Schitomir. Am 20. März 1915 wurde ihr gemeinsamer Sohn Swjatoslaw Richter geboren. Dieser bezeichnet seinen Vater als seinen einzigen Lehrer neben Heinrich Neuhaus und Richard Wagner.
Im Jahr 1916 zog Theophil Richter mit seiner Familie nach Odessa, wo er Organist an der lutherischen St.-Pauls-Kirche wurde. Parallel unterrichtete er am Konservatorium Klavier und spielte im Orchester der Oper.
Nach dem deutschen Überfall auf die Sowjetunion 1941 wurde er der Kollaboration mit den Deutschen beschuldigt, zum Tode verurteilt und kurz vor der deutschen Besetzung Odessas am 6. Oktober 1941 in Odessa hingerichtet.

## Kompositionen
Von Theophil Richter sind ein Streichquartett in F-Dur und einige kleinere Klavierstücke überliefert.

## Erinnerung
An Theophil Richter erinnert ein Denkmal an der St.-Pauls-Kirche, die 2013 eröffnete Internationale Theophil-Richter-Schule in Odessa sowie eine Weihnachtsbriefmarke der ukrainischen Post aus dem Jahr 2020.